# Le Train des épouvantes
Pour les articles homonymes, voir Dr. Terror's House of Horrors.
Pour plus de détails, voir Fiche technique et Distribution.
Le Train des épouvantes (Dr. Terror's House of Horrors) est un film britannique du genre horreur réalisé par Freddie Francis, sorti en 1965.

## Synopsis

### Introduction
Cinq hommes prennent place dans le compartiment d'un train à Londres à destination de Bradley, et sont rejoints par un sixième, le mystérieux Docteur Sandor Schreck. Pendant le voyage celui-ci dévoile ses tarots et révèle son destin à chacun des voyageurs. Le film se compose donc de cinq sketchs.

### Le Loup-garou
L'architecte, Jim Dawson se déplace dans une île écossaise où était son ancienne maison car la nouvelle propriétaire, Mme Biddulph, une veuve éplorée souhaite y faire faire des modifications. Derrière un faux mur dans la cave, il trouve le cercueil du comte Cosmo Valdemar, qui possédait la maison il y a 200 ans. Ce dernier a été tué par un ancêtre de Jim Dawson et avait juré de se venger avant de mourir. Bientôt le cadavre de Valdemar se transforme en loup-garou, et assassine la femme de ménage. Dawson estimant que Mme Biddulph est en danger, fait fondre une croix en argent afin d'en mouler des balles, seul moyen de tuer le monstre. Quand celui-ci apparaît, Dawson tire mais les balles sont inopérantes. Mme Biddulph révèle alors qu'elle avait remplacé les balles d'argent par des balles ordinaires. Elle révèle à Dawson que la véritable légende était que Valdemar serait vengé sur les derniers descendants de la famille Dawson, et que la mise en bière du corps de Dawson à la place de Valdemar ramènerait ce dernier à la vie sous forme humaine. Elle révèle qu'elle était la femme de Valdemar et qu'elle a donc délibérément attiré Dawson pour que sa vengeance s'accomplisse.

### La vigne mutante
À leur retour de vacances, Bill Rogers, sa femme et sa fille découvrent une pousse de vigne particulièrement vivace, Bill tente de la couper, mais cela s'avère impossible. Alors que le chien de la maison tente de récupérer un ballon au pied de la vigne, celle-ci l'étrangle. Bill prend conseil auprès du ministère de la défense qui lui délègue deux scientifiques. Et alors que l'un des deux hommes de science découvre que la plante possède un cerveau, celle-ci l'étrangle avec ses branches. C'est le ministre lui-même qui, en allumant une cigarette, comprendra comment se débarrasser de cette vigne mutante : en lui montrant du feu.

### Vaudou
Biff Bailey est un musicien de jazz qui accepte de jouer en déplacement aux Caraïbes. Assistant clandestinement à une cérémonie vaudou, il recopie les notes de musique qu'il entend sur un carnet. Découvert, il est violemment expulsé de la cérémonie, mais conserve ses notes. Il compose donc une musique basée sur les notes de son carnet et la joue à Londres dans un club. C'est alors que de violentes rafales de vents pénètrent dans le club et détruisent tout tandis que les consommateurs prennent la fuite. Biff rentre chez lui terrorisé, des rafales de vents y entrent par intermittences, puis le dieu vaudou vient récupérer le carnet contenant les notes de sa musique.

### La main baladeuse
Franklyn Marsh est un critique d'art, autoproclamé et suffisant, qui semble plus préoccupé par son humour dévastateur que par l'art lui-même. Au cours d'un vernissage où il descend en flamme Eric Landor, l'artiste exposant, la propriétaire de la galerie le piège en lui présentant une œuvres "d'un jeune artiste plein de talent", Marsh loue les qualités de l'œuvre mais quand la directrice lui propose de rencontrer l'artiste, elle lui présente un chimpanzé, Marsh humilié quitte les lieux. Une autre fois alors qu'il doit prononcer un discours devant des professionnels d'art, Landor agite devant lui des petits singes en papier, le rendant incapable de discourir. Marsh furieux décide alors d'assassiner Landor et le renverse avec sa voiture. Le peintre survit mais est amputé de sa main droite. Incapable désormais de peindre, il se suicide. Mais sa main coupée est resté vivante et fera plusieurs tentatives pour tuer Marsh, survivant au feu, à un séjour au fond d'un étang, la main finira par déstabiliser Marsh au volant de sa voiture qui versera dans un ravin. Marsh survit mais est désormais aveugle.

### La Vampire
Le Docteur Bob Carroll retourne à son domicile dans une petite ville des États-Unis avec Nicole, sa nouvelle épouse française. Celle-ci se révèle rapidement être une vampire assoiffée de sang. Alors qu'il est prouvé qu'elle a pratiquement vidé de son sang un petit garçon en pleine nuit, le Docteur Blake, l'autre médecin de la ville, conseille à Bob d'attendre sa femme au retour de sa nouvelle escapade nocturne et de lui planter un pieu en bois en plein cœur. Il suit ces conseils et détruit la vampire. Quand la police intervient, Bob explique devant les inspecteurs incrédules qu'il a tué un vampire, il sollicite alors l'aide et le témoignage du Docteur Blake. Mais celui-ci répond que les vampires n'existent pas, et qu'il n'a jamais conseillé à Bob d'assassiner sa femme. Celui-ci est donc embarqué par la police. Resté seul, le docteur Blake déclarera qu'il n'y avait pas assez de place dans la ville pour deux médecins et deux vampires et il se transforme en chauve-souris.

### Conclusion
La seule alternative aux mésaventures des cinq personnages est la mort. Le Docteur Schreck disparaît du compartiment laissant à sa place le tarot de la mort. Lorsqu'ils croient arriver à Bradley, ils se rendent compte qu'ils sont morts à la suite du déraillement du train, et que le Docteur Schreck n'est autre que la mort elle-même.

## Fiche technique
- Titre : Le Train des épouvantes
- Titre original : Dr. Terror's House of Horrors
- Réalisation : Freddie Francis
- Scénario : Milton Subotsky
- Musique : Elisabeth Lutyens
- Photographie : Alan Hume
- Pays d'origine :  Royaume-Uni
- Format : Couleur par Technicolor - 2.35:1 Techniscope - Son monophonique (RCA Sound Recording) - 35 mm
- Genre : Film d'horreur
- Durée : 98 minutes
- Dates de sortie : 
  -  Royaume-Uni : 23 février 1965
  -  États-Unis : 28 février 1965
  -  France : 14 avril 1971

## Distribution
Remarque : Le film n'a été doublé que dans les années 2000.
- Peter Cushing (V. F. : Hervé Caradec) : Docteur Sandor Schreck/La Mort
- Neil McCallum : Jim Dawson, l'architecte dans "Le Loup-garou"
- Ursula Howells : Madame Deirdre Biddulph dans "Le loup-garou"
- Peter Madden : Caleb, le grand père dans "Le loup-garou"
- Katy Wild : Valda, la femme de ménage dans "Le loup-garou"
- Edward Underdown : Tod dans "Le loup-garou"
- Alan Freeman : Bill Rogers dans  La vigne mutante"
- Ann Bell : Ann Rogers, La femme de Bill, dans "La vigne mutante"
- Bernard Lee : Hopkins, le ministre de l'intérieur dans "La vigne mutante"
- Jeremy Kemp : Drake, un scientifique dans "La vigne mutante"
- Sarah Nicholls : Carol Rogers "La vigne mutante"
- Roy Castle : Biff Bailey, le musicien de jazz dans "Vaudou"
- Kenny Lynch : Sammy Coin, un musicien dans "Vaudou"
- Harold Lang : Roy Shine dans "Vaudou"'
- Christopher Carlos : Vrim dans "Vaudou"'
- Christopher Lee (V. F. : Jean-Marie Boyer) : Franklyn Marsh, le critique d'art dans "La Main Baladeuse"
- Michael Gough : Eric Landor le peintre dans "La main baladeuse"
- Isla Blair : La directrice de la galerie dans "La main baladeuse"
- Judy Cornwell : l'infirmière dans "La main baladeuse"
- Hedger Wallace : le chirurgien dans "La main baladeuse"
- Jennifer Jayne : Nicole dans "La Vampire"
- Donald Sutherland (V. F. : Philippe Dumond) : Bob Carroll, le mari de "La vampire"
- Max Adrian : Docteur Blake, dans "La Vampire"
- Al Mulock : détective dans "La Vampire"

## Commentaire
Les studios Amicus inaugurent, avec ce titre, une formule qu'ils exploiteront jusqu'à la fin des années 1970 avec un relatif succès : le film à tiroirs, plus communément appelé film à sketches. Fondant son récit sur un lien commun à plusieurs histoires indépendantes, ce mode narratif permet de regrouper à moindres frais, un nombre impressionnant de vedettes du genre sur une même affiche, ici : Christopher Lee, Peter Cushing, Bernard Lee, Michael Gough, Jeremy Kemp et le débutant Donald Sutherland.